# Manuel Lopes
Manuel António de Sousa Lopes (Mindelo, 23 de diciembre de 1907 - Lisboa, 25 de enero de 2005) fue un novelista, poeta y ensayista, considerado como uno de los fundadores de la moderna literatura de Cabo Verde.

## Biografía
Manuel Lopes escribía sus textos en portugués, aunque utilizaba en sus obras expresiones en criollo caboverdiano. Fue uno de los responsables en dar a conocer al mundo las calamidades, las sequías y las muertes en São Vicente y, sobre todo, en Santo Antão.
Emigró cuando todavía era joven y en 1919 se estableció en Coímbra (Portugal), donde realizó los estudios medios. Cuatro años después, volvió a Cabo Verde como funcionario de una compañía inglesa. En 1936 fundó con Baltasar Lopes la revista Claridade. En 1944 fue trasladado a la isla de Faial (Azores) donde vivió hasta que en 1959 se estableció en Lisboa, donde permaneció hasta su muerte.

## Obras

### Ficción
- Chuva Braba, 1956 1957
- O Galo Que Cantou na Baía (e outros contos cabo–verdianos), 1959
- Os Flagelados do Vento Leste, 1959

### Poesía
- Horas Vagas, 1934
- Poema de Quem Ficou, 1949
- Folha Caída, 1960
- Crioulo e Outros Poemas, 1964
- Falucho Ancorado, 1997

### Prosa
- Monografia Descritiva Regional, 1932
- Paul, 1932
- Temas Cabo-verdianos, 1950
- Os Meios Pequenos e a Cultura, 1951
- Reflexões Sobre a Literatura Cabo-Verdiana, 1959
- As Personagens de Ficção e Seus Modelos, 1973